# إي. د. هيرش
إي. د. هيرش (بالإنجليزية: E. D. Hirsch) هو ناقد أدبي وكاتب وصحفي أمريكي، ولد في 22 مارس 1928 في ممفيس في الولايات المتحدة.

## وصلات خارجية
- إي. د. هيرش على موقع الموسوعة البريطانية (الإنجليزية)